# Istoria electrochimiei
Istoria electrochimiei redă dezvoltarea cronologică a electrochimiei. Dezvoltarea electrochimiei s-a făcut in tandem cu cea a electricității și a fiziologiei. Fondatori ai electrochimiei moderne  sunt Volta și  Luigi Galvani.

## Constituirea electrochimiei
Girolamo Cardano, în lucrarea De subtilitate, apărută în 1550, face distincția dintre forțele magnetice și cele electrice.
În lucrarea De magnete, magneticisque corporibus, et de magno magnete tellure apărută în 1600, savantul englez William Gilbert descrie acest fenomen și altele similare și utilizează termenul electro de la cuvântul grecesc ce denumește acea piatră prețioasă.
Așadar Gilbert poate fi considerat părintele conceptului actual care definește electricitatea.
O altă descoperire a acestui savant este faptul că Pământul este un magnet uriaș și astfel explică funcționarea busolei.
Fiziologul italian Luigi Galvani (1737 - 1798) este primul care studiază efectul fiziologic al curentului electric .
Compatriotul său Alessandro Volta (1745 - 1827) realizează prima pilă electrică.
În 1800, William Nicholson (1753 – 1815) și Anthony Carlisle (1768 - 1842) descoperă electroliza, descompunând apa în hidrogen și oxigen.

## Secolul XIX
Chimistul englez Sir Humphry Davy studiază efectele chimice ale curentului electric, aducand o contribuție deosebită la constituirea electrochimiei ca disciplină autonomă.
Prin procedee electrolitice, reușește să separe elemente ca: magneziu, bariu, stronțiu, calciu, sodiu, potasiu, bor.
Michael Faraday (1791 - 1867) continuă cercetările lui Ampère referitoare la forțele electromagnetice și descoperă în 1831 fenomenul de inducție electromagnetică, enunțând Legea inducției electromagnetice, care pune bazele teoretice ale conversiei diferitelor forme de energie în energie electrică și demonstrând astfel că un câmp magnetic variabil poate genera un curent electric.
Faraday a mai studiat și electroliza și a formulat legile electrolizei care îi poartă numele, astfel fiind considerat unul din fondatorii electrochimiei.
Faraday a evidențiat clar modurile în care poate fi obținută electricitatea: prin frecare, prin inducție, pe cale chimică sau termoelectrică.